# Amblyodipsas
Amblyodipsas is een geslacht van slangen uit de familie Atractaspididae.

## Naam en indeling
De wetenschappelijke naam van de groep werd voor het eerst voorgesteld door Wilhelm Peters in 1857. Er worden negen soorten erkend, de slangen werden eerder aan andere geslachten toegekend, zoals Rhinocalamus en Calamelaps.

## Uiterlijke kenmerken
De kop is moeilijk te onderscheiden van het lichaam door het ontbreken van een duidelijk insnoering, de staart is relatief kort. De lichaamskleur is meestal donkerbruin tot zwart met een lichtere buikzijde. De snuitpunt is stomp, de ogen hebben een ronde pupil.

## Levenswijze
De slangen hebben een gravende levenswijze en leven in de strooisellaag, onder stenen en houtblokken en in holen van andere dieren. Alle soorten jagen op kleine reptielen, amfibieën zoals kikkers en kleine zoogdieren. De vrouwtjes zetten eieren af, maar van de soort Amblyodipsas concolor is bekend dat ook levende jongen worden geworpen.

## Verspreiding en habitat
De soorten komen voor in delen van Afrika en leven in de landen Centraal-Afrikaanse Republiek, Angola, Namibië, Botswana, Oeganda, Kenia, Tanzania, Ivoorkust, Congo-Kinshasa, Gambia, Senegal, Guinee-Bissau, Guinea, Burkina Faso, Mali, Chad, Benin, Togo, Sierra Leone, Nigeria, Soedan, Tsjaad, Zambia, Mozambique, Zimbabwe, Malawi, Zuid-Afrika en Somalië, mogelijk in Niger.
De habitat bestaat uit droge savannen vochtige tropische en subtropische bossen, zowel in laaglanden als in bergstreken en gematigde bossen.

## Beschermingsstatus
Door de internationale natuurbeschermingsorganisatie IUCN is aan zes soorten een beschermingsstatus toegewezen. Vijf soorten worden beschouwd als 'veilig' (Least Concern of LC) en een soort als 'onzeker' (Data Deficient of DD).

## Soorten
Het geslacht omvat de volgende soorten, met de auteur en het verspreidingsgebied.
| Naam                        | Auteur                   | Verspreidingsgebied |
| --------------------------- | ------------------------ | --- |
| Amblyodipsas concolor       | Smith, 1849              | Zuid-Afrika, Swaziland |
| Amblyodipsas dimidiata      | Günther, 1888            | Tanzania |
| Amblyodipsas katangensis    | de Witte & Laurent, 1942 | Congo-Kinshasa, Zambia |
| Amblyodipsas microphthalma  | Bianconi, 1852           | Mozambique, Zuid-Afrika |
| Amblyodipsas polylepis      | Bocage, 1873             | Angola, Namibië, Botswana, Congo-Kinshasa, Zambia, Mozambique, Zimbabwe, Malawi, Zuid-Afrika, Tanzania, Kenia, Somalië |
| Amblyodipsas rodhaini       | de Witte, 1930           | Congo-Kinshasa |
| Amblyodipsas teitana        | Loveridge, 1936          | Kenia |
| Amblyodipsas unicolor       | Reinhardt, 1843          | Centraal-Afrikaanse Republiek, Oeganda, Kenia, Tanzania, Ivoorkust, Congo-Kinshasa, Gambia, Senegal, Guinee-Bissau, Guinea, Burkina Faso, Mali, Chad, Benin, Togo, Sierra Leone, Nigeria, Soedan, Tsjaad, mogelijk in Niger |
| Amblyodipsas ventrimaculata | Roux, 1907               | Namibië, Botswana, Zimbabwe, Zambia, Zuid-Afrika, Angola |